# Малые реки Новосибирска
В этом списке перечисляются малые реки, протекающие по территории Новосибирска.
Правобережье
| Название        | Длина, км | Районы, по которым протекает                                  | Комментарии |
| --------------- | --------- | ------------------------------------------------------------- | --- |
| Зыря́нка         | 7 км      | Советский район, Новосибирский район                          | |
| Нижняя Ельцо́вка | 9,5 км    | Советский район                                               | Дала название микрорайону (жилмассиву) |
| Камышенка       | 4 км      | Октябрьский район                                             | Дала название микрорайону и улицы «Ключ-Камышенское плато»; название улицы Камышенская; 10 переулкам и остановочной платформе «Камышенская». |
| Плющи́ха         | 12 км     | Октябрьский район                                             | Дала название Плющихинскому жилмассиву |
| Ка́менка         | 25 км     | Новосибирский, Дзержинский, Центральный и Октябрьский районы. | Дала название селу и озеру «Каменка» и по берегам этой реки были каменоломни, отсюда и пошло название.                                       |
| Первая Ельцо́вка | 9 км      | Заельцовский район                                            | Дала название району |
| Вторая Ельцо́вка | 14 км     | Заельцовский район                                            | Дала название району |

Левобережье
| Название | Длина, км  | Районы, по которым протекает                          | Комментарии                                                                                |
| -------- | ---------- | ----------------------------------------------------- | ------------------------------------------------------------------------------------------ |
| Тула́     | 72 км-75км | Кировский район, Новосибирский район, Ордынский район | Дала название Затулинскому жилмассиву, селу Верх-Тула, посёлку Тулинский, Тульскому мосту. |